# Angelo Simone
Angelo Simone (Genk, 19 december 1986) is een Belgisch voetballer die als middenvelder speelde. 
Hij speelde in de jeugd bij KRC Genk en Fortuna. Hij stond sinds 2004/2005 onder contract bij Fortuna Sittard. Ook zijn broer Mauro Simone speelde bij Fortuna. In 2010 ging hij naar FC Oss. Nadat in de zomer van 2013 zijn contract afliep en een stage bij Oxford United op niets uitliep, ging hij in oktober voor Hoofdklasser VVA '71 spelen. Daar vertrok hij in de winterstop. In 2014 zou hij terugkeren bij Oss maar koos uiteindelijk voor een maatschappelijke carrière als beveiliger en amateurclub RKVV DESO. In het seizoen 2016/17 ging hij voor VV Gestel spelen maar vertrok na een half jaar. Medio 2017 keerde hij terug bij DESO. In februari 2019 sloot hij aan bij RKSV Cito. In het seizoen 2019/20 was hij trainer van SV Estria maar ging daarna weer bij Cito spelen.

## Statistieken
| Seizoen | Club            | Wedstrijden | Doelpunten | Competitie       |
| ------- | --------------- | ----------- | ---------- | ---------------- |
| 2004/05 | Fortuna Sittard | 14          | 0          | Eerste divisie   |
| 2005/06 | Fortuna Sittard | 18          | 0          | Eerste divisie   |
| 2006/07 | Fortuna Sittard | 33          | 0          | Eerste divisie   |
| 2007/08 | Fortuna Sittard | 34          | 0          | Eerste divisie   |
| 2008/09 | Fortuna Sittard | 36          | 1          | Eerste divisie   |
| 2009/10 | Fortuna Sittard | 36          | 0          | Eerste divisie   |
| 2010/11 | FC Oss          | 30          | 4          | Zondag Topklasse |
| 2011/12 | FC Oss          | 27          | 0          | Eerste divisie   |
| 2012/13 | FC Oss          | 30          | 1          | Eerste divisie   |
| Totaal  |                 | 288         | 6          |                  |